# 即制武器

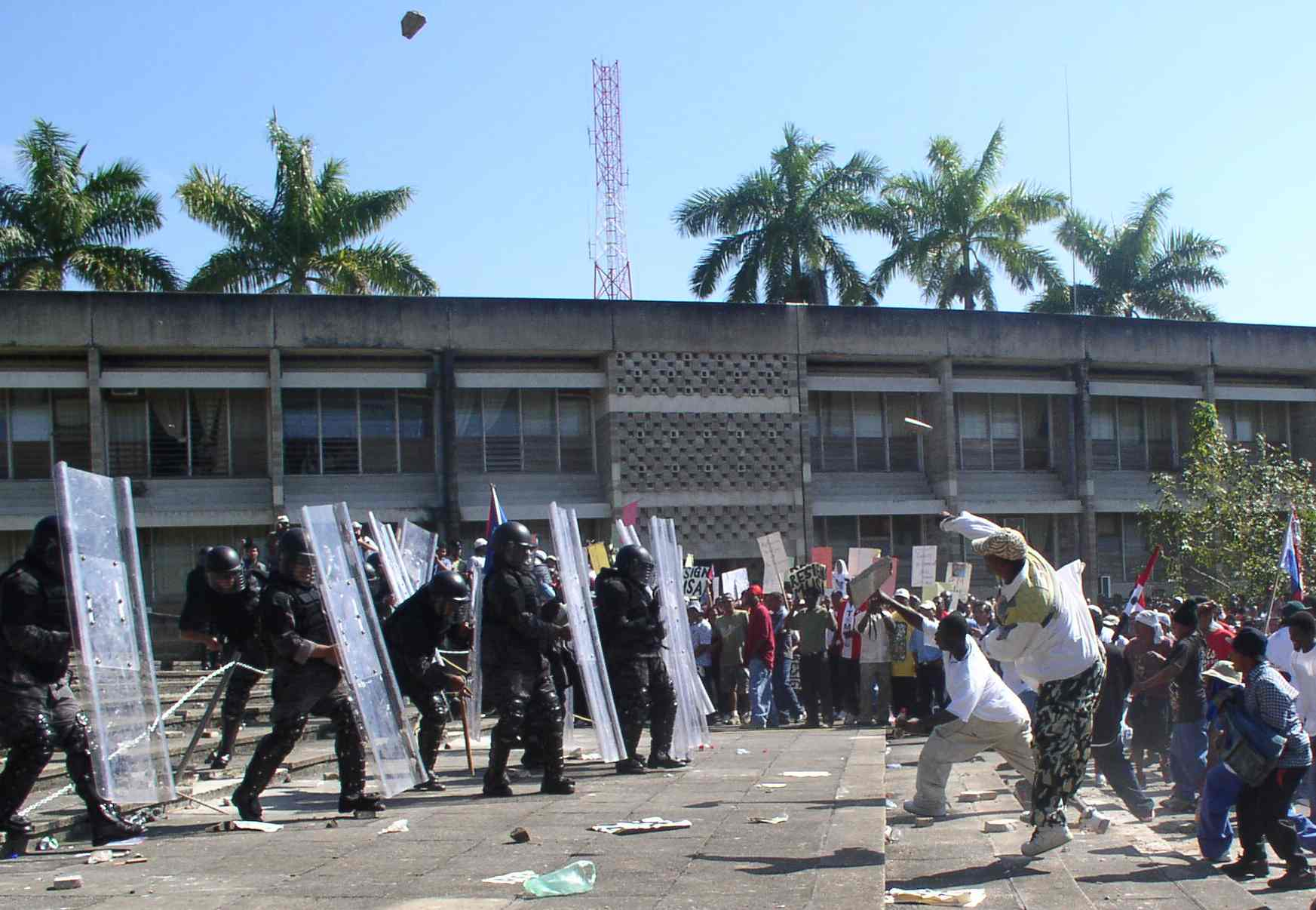
2005年貝里斯騷亂中被用作即制武器的石头

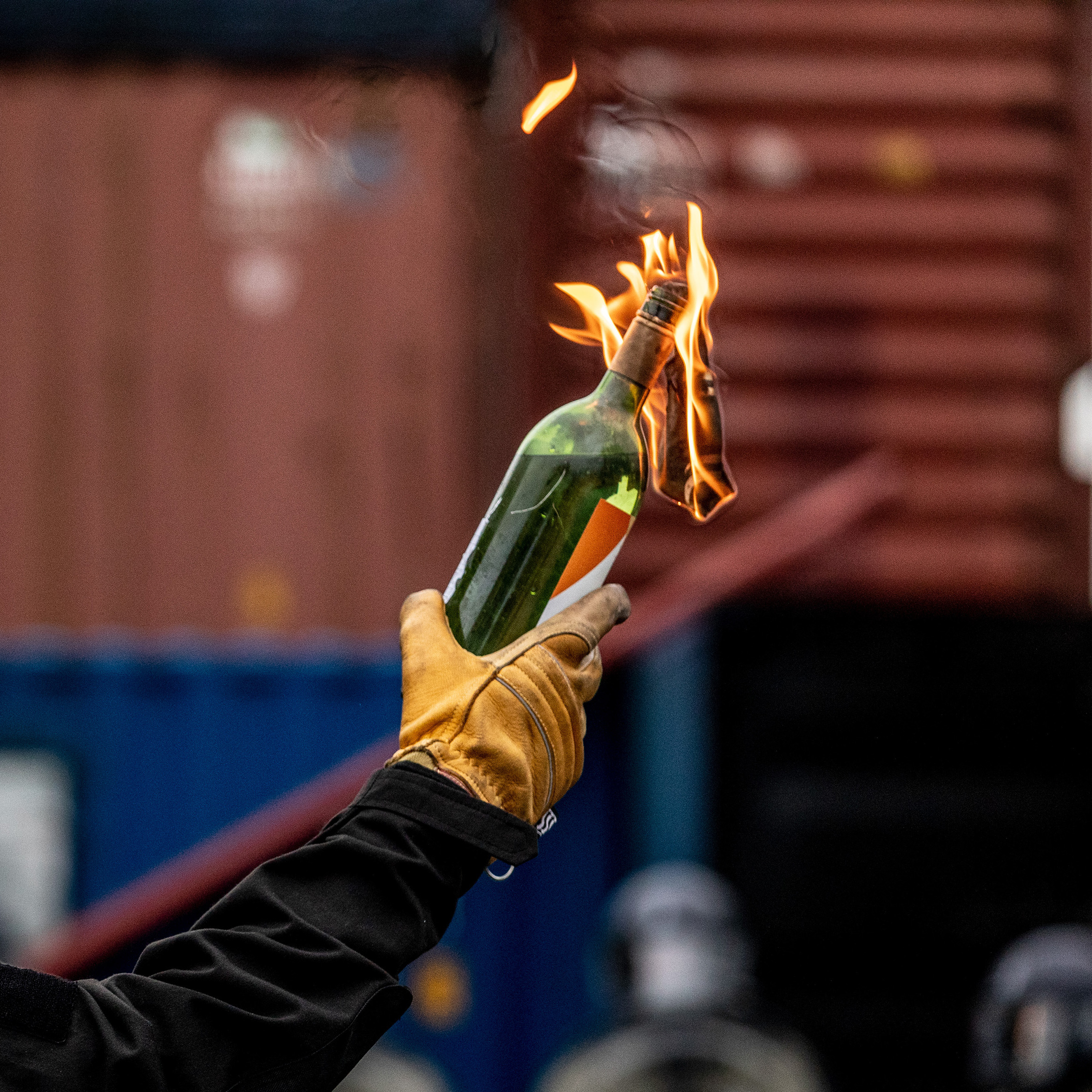
土製氣油彈

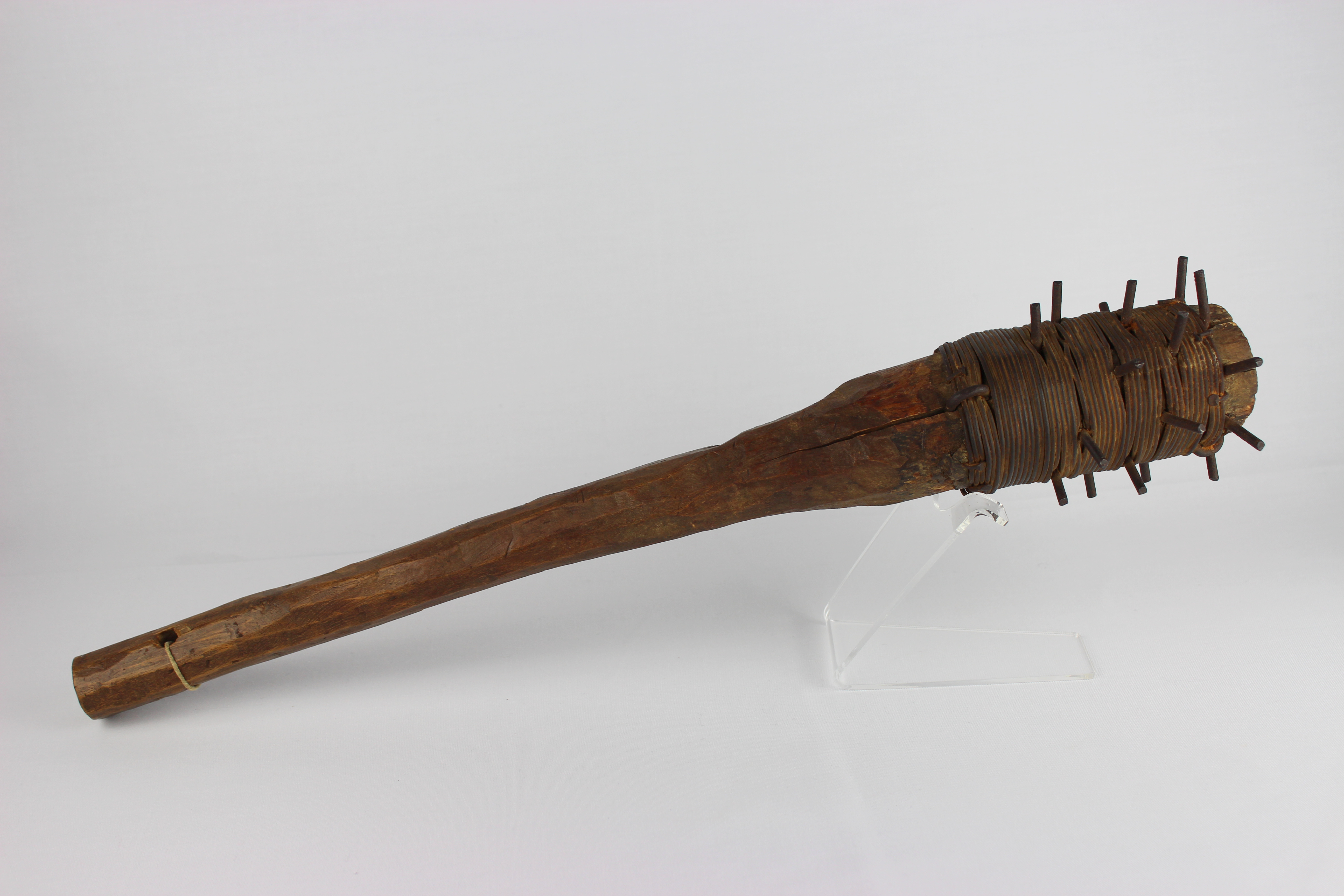
加了鐵釘的木棍

即制武器（英語：improvised weapon），又称简易武器，是一种起初并非武器但无需改装或仅经过极其简单的改造后便可用于攻击的物体。这种武器通常用于防身自卫或在手无寸铁的情况下使用。一般情况下，袭击者会在巷战、抢劫、谋杀、帮派纷争、骚乱甚至一场叛乱当中使用即制武器，通常是在火器等常规武器无法获取或显得不太合适的场合。
即制武器一般是常见的日常物品，可用于各种防御应用。这些物体并没有以任何方式进行物理上的改变，以使其作为武器更具功能性。 它们通常在正常状态下使用。